# Лижер Ворлд (Мериленд)
Лижер Ворлд (енгл. Leisure World) насељено је место без административног статуса у америчкој савезној држави Мериленд. На попису 2000. насеље је носило име Росмур.

## Демографија
По попису из 2010. године број становника је 8.749.
| Група             | 2000.         | 2010.         |
| Белци             | 6.122 (80,9%) | 6.214 (71,0%) |
| Афроамериканци    | 876 (11,6%)   | 1.514 (17,3%) |
| Азијати           | 132 (1,7%)    | 333 (3,8%)    |
| Хиспаноамериканци | 335 (4,4%)    | 582 (6,7%)    |
| Укупно            | 7.569         | 8.749         |